# Juntes générales de Biscaye
Maison des Juntes de Gernika
Les assemblées générales de Biscaye (officiellement : Juntas Generales de Bizkaia en castillan, et Bizkaiko Batzar Nagusia en basque) est l'organe législatif de la province et du territoire historique de Biscaye, une des trois province du Pays basque (Espagne). C'est l'organe le plus important de représentation du peuple de Biscaye. Son siège se trouve dans la Maison des Juntes de Gernika, où le légendaire chêne sous lequel les seigneurs de Biscaye juraient loyauté aux vieilles lois biscaïennes est le symbole de l'ancienne souveraineté forale des territoires basques par excellence, et où avaient lieu les réunions des anciennes Assemblées. Cependant, il dispose d'un autre siège à Bilbao.
En 1979 on récupère cette institution après qu'elle a été abolie, avec le reste du régime foral, en 1876.
Actuellement, les Assemblées Générales et la Députation forale de Biscaye sont les institutions et les organes statutaires de Biscaye.

## Fonctions et compétences
Les assemblées générales de Biscaye exercent le pouvoir législatif du territoire historique, élisent le Député général, approuvent les budgets statutaires sur proposition de la Députation forale et contrôlent l'action de celle-ci.
Les assemblées générales exercent entre autres le pouvoir législatif en matière de finances forales, en édictant des dispositions relatives aux impôts comme l'IRPP (Impôt sur le Revenu des Personnes Physiques). Sa collecte revient à la Députation Générale qui, par un système de contingents, finance la communauté autonome puis ceux de l'État.

## Origine et histoire

### Structure territoriale de la seigneurie
La seigneurie de Biscaye était composée de trois territoires de base lesquels ont été incorporés au cours du temps. Tous jouissaient leurs institutions et de leurs assemblées (for). Les anciennes assemblées qui les formaient sont :
- La Tierra Llana, représentée par les elizates avec vote individuel.
- Les Enkarterri, avec gouvernement dans l'Assemblée d'Avellaneda[1] et avec sa propre juridiction, étaient représentée par un fondé de pouvoir choisi par l'Assemblée d'Avellaneda jusqu'en 1804.
- Durangaldea ou Merindad de Durango[2], avec ses assemblées qui se réunissaient à Guerendiaga (Abadiano) également avec sa propre Juridiction jusqu'en 1876.
- Les villas[3].
- La ville d'Orduña.

Le Lur Laua, qui obéissait (et obéit) au droit civil foral et était la partie rurale du territoire descendant direct de l'organisation féodale, avec les villas et les villes. Le Lur Laua était formée par les elizates qui étaient groupées en merindades, tandis que les villas et les villes (en Biscaye il n'y a qu'une population qui a le titre de ville, Orduña) s'occupaient de leur propre for, au droit commun, qui avait été accordé par le roi.
Les suivantes étaient de la compétence des assemblées générales :
- Élaboration des décrets et règlements.
- Prendre serment au seigneur de Biscaye et sauvegarder l'intégrité forale au travers de mécanismes disposés par le Pase foral[4].
- Élection des différents fonctionnaires et représentants, députés, régisseurs, fondé de pouvoir…
- Ordonner l'activité économique.
- Consentir la prestation du service militaire.

L'avis de convocation des juntes s'effectuait en sonnant dans une corne et en allumant de feux dans le sommet des montagnes stratégiquement. Ces montagnes sont connues comme Montes Bocineros (montagnes sonnantes). Elles étaient au nombre de cinq :  Sollube, Ganekogorta, Kolitza, Oiz et Gorbeia.

### Concepts du régime foral historique
- Le for de la seigneurie de Biscaye était son ordre juridique, tant dans le cadre institutionnel, civil, pénal et de procédure. Son origine a été la coutume, reprise par écrit en 1452 appelée Fuero Viejo (vieux for) et plus tard, en 1526, par la celle qu'on appelle Fuero Nuevo (nouveau for). Ces caractéristiques le différencient radicalement du for municipal commentées dans l'article for.
- Hidalguía Universel (égalité universelle), qui est repris dans la loi 16 du titre I du nouveau for, établit que tous les civils moradores et habitants de Biscaye sont égaux. Ceci a pour conséquence notoire l'interdiction de tortures et l'exonération d'impôts ainsi que le droit de porter épée.

De la même manière, le service militaire est soumis à des accords. Les biscaïens étaient obligés de suivre le seigneur jusqu'à l'Arbre Malato, situé à Luyando, au-delà de cette limite, en tant qu'hommes libres, ils devaient recevoir un salaire.
- Le pase foral et le contrafor ont été des mécanismes de contrôle de pouvoir seigneurial. Ils mettaient un frein aux arbitraires qui pourraient être donnés en garantissant le respect du for ce qui le plaçait au-dessus du seigneur. Les contrafors invalidaient toute résolution du seigneur qui allaient à l'encontre de la Juridiction (for) de Biscaye.
- Le Serment du seigneur. Le premier acte de chaque seigneur de Biscaye était de jurer les fors. Il devait manifester du respect à l'ensemble de lois qui régissaient les biscaïens. L'acte était très solennel et devait être effectué dans quatre points différents, Bilbao, Larrabezu, Guernica et Bermeo. Tant que ces quatre étapes n'étaient pas réalisées ils n'étaient pas proclamés comme seigneurs. La formule du serment était la suivante :

Yo, Señor de Vizcaya juro que bien

y verdaderamente guardaré y

mandaré guardar todas las

libertades, franquezas y privilegios,

usos, costumbres, que los

Vizcaínos, así de la tierra llana

como de las villas y ciudad, y

Encartaciones y Durangueses de

ella tuvieron hasta aquí y en la

manera que ellos tienen y quieren.

## Composition
Les Assemblées générales de Biscaye sont une assemblée unicameral dont les membres, appelés fondés de pouvoir, sont choisis par suffrage direct au sein du peuple de Biscaye. Les élections ont lieu tous les quatre ans, coïncidant avec les élections municipales.
Le partage des fondés de pouvoir depuis les élections de 1979 (premières depuis la restauration de la démocratie) est le suivant :
|               | 1979 | 1983 | 1987 | 1991 | 1995 | 1999 | 2003  | 2007 |
| EAJ-PNV       | 40   | 26   | 16   | 21   | 20   | 17   | 22    | 23   |
| PSE           | 14   | 13   | 12   | 12   | 10   | 10   | 11    | 14   |
| EE            | 4    | 2    | 4    | 2    |      |      |       |      |
| PP / AP       | --   | 4    | 1    | 4    | 9    | 10   | 10    | 8    |
| EA            |      |      | 7    | 4    | 1    | 4    | 5     | 1    |
| EB-B / EPK    | 3    | --   | --   | --   | 4    | 1    | 3     | 3    |
| HB / EH / ANV | 19   | 6    | 10   | 8    | 5    | 9    | [ 8 ] | 1    |
| Aralar        |      |      |      |      |      |      | --    | 1    |
| UCD / CDS     | 10   | --   | 1    |      |      |      |       |      |
| ICV-EHE       |      |      |      |      | 2    | --   |       |      |
| Total         | 90   | 51   | 51   | 51   | 51   | 51   | 51    | 51   |

Actuellement les assemblées générales de Biscaye sont formées par 51 fondés de pouvoir, répartis de la manière suivante, à partir des élections forales de 2007 :
- Parti nationaliste basque: 23
- Parti socialiste du Pays basque-Gauche basque: 14
- Parti Populaire du Pays basque: 8
- Ezker Batua - Berdeak: 2
- Eusko Alkartasuna: 1
- Eusko Abertzale Ekintza: 1
- Alternatiba: 1[10]
- Aralar: 1

Sont élus pour les circonscriptions de:
- Bilbao: 16 fondés de pouvoir (batzarkide)
  - Eusko Alderdi Jeltzalea - Partido Nacionalista Vasco: 7
  - Partido Socialista de Euskadi - Euskadiko Ezkerra: 4
  - Partido Popular del País Vasco: 4
  - Ezker Batua Berdeak - Aralar: 1
- Enkarterri: 13 fondés de pouvoir
  - Euzko Alderdi Jeltzalea - Partido Nacionalista Vasco: 5
  - Partido Socialista de Euskadi - Euskadiko Ezkerra: 5
  - Partido Popular del País Vasco: 1
  - Ezker Batua Berdeak - Aralar: 1
  - Eusko Abertzale Ekintza - Acción Nacionalista Vasca: 1
- Busturia-Uribe: 13 fondés de pouvoir
  - Euzko Alderdi Jeltzalea - Partido Nacionalista Vasco: 7
  - Partido Socialista de Euskadi - Euskadiko Ezkerra: 2
  - Partido Popular del País Vasco: 2
  - Ezker Batua Berdeak - Aralar: 1
  - Eusko Alkartasuna: 1
- Durango-Arratia: 9 fondés de pouvoir
  - Euzko Alderdi Jeltzalea - Partido Nacionalista Vasco: 4
  - Partido Socialista de Euskadi - Euskadiko Ezkerra: 3
  - Partido Popular del País Vasco: 1
  - Ezker Batua Berdeak - Aralar: 1